# آرتور ال. تاد
آرتور ال. تاد (انگلیسی: Arthur L. Todd؛ ‏ ۱۲ فوریهٔ ۱۸۹۵ – ۲۸ اوت ۱۹۴۲) فیلم‌بردار و کارگردان فیلم اهل ایالات متحده آمریکا بود.

## گزیدهٔ فیلم‌شناسی
- مدرسه جنایت (۱۹۳۸)
- پُر مشغله (۱۹۳۶)
- پاهای میلیون دلاری (۱۹۳۲)